# 養寿寺
養寿寺（ようじゅじ）は、愛知県西尾市下矢田町にある浄土宗西山深草派の寺院。山号は亀休山。本尊は阿弥陀如来。「矢田のおかげん」としてつとに知られる。

## 概要
伝承によれば、806年（大同元年）、勤操阿闍梨（ごんそうあじゃり）がこの地を訪れ、当時海であった東方の砂浜に霊亀が休みその背に弁財天が座っているのを見て、堂を建立したという。当初は天台宗だったが、1461年（寛正2年）に浄土宗に改宗し、彰空宗永上人が堂宇を再興して西山派となる。
文明年間（1469年～1486年）頃、本堂南側の墓地に徳川家康の大伯母であり、吉良義安夫人である矢田姫が埋葬される。1602年（慶長7年）、本寺は家康より寺領36石を受ける。
1683年（天和3年）建立の鐘楼門、1699年（元禄12年）建立の山門、1851年（嘉永4年）建立の大本堂、江戸時代中期建立の地蔵堂など、境内には江戸期の建造物が数多く存在する。
毎年、旧暦2月15日頃（3月の最終土・日曜日）に行われる涅槃会では、読経に合わせて笙・笛・太鼓などの管弦が奏される。この催しは江戸時代から「矢田のおかげん」として親しまれ、多くの露店が並び、参拝者で賑わう。毎年8月24日の地蔵盆には「地蔵会」と呼ばれるお施餓鬼が行われる。

## 文化財
以下のものが文化財に指定されている。絵画などは西尾市岩瀬文庫に寄託されている。

### 愛知県指定有形文化財
| 指定名称           | 種別 | 時代              | 所在地         |
| ------------------ | ---- | ----------------- | -------------- |
| 絹本著色楊柳観音像 | 絵画 | 高麗時代          | 西尾市岩瀬文庫 |
| 絹本著色地蔵菩薩像 | 絵画 | 高麗時代          | 西尾市岩瀬文庫 |
| 雲版               | 工芸 | 1395年（応永2年） | 西尾市岩瀬文庫 |

### 西尾市指定有形文化財
| 指定名称                        | 種別   | 時代               | 所在地         |
| ------------------------------- | ------ | ------------------ | -------------- |
| 養寿寺鐘楼門                    | 建造物 | 1683年（天和3年）  | 養寿寺         |
| 蓮鷺                            | 絵画   | 室町時代           | 西尾市岩瀬文庫 |
| 天満宮御影                      | 絵画   | 桃山時代           | 西尾市岩瀬文庫 |
| 寒山拾得                        | 絵画   | 室町時代           | 西尾市岩瀬文庫 |
| 弥陀三尊 （阿弥陀三尊来迎図）   | 絵画   | 室町時代           | 西尾市岩瀬文庫 |
| 釈迦一尊                        | 絵画   | 室町時代           | 西尾市岩瀬文庫 |
| 薬師如来 （薬師三尊十二神将図） | 絵画   | 室町時代           | 西尾市岩瀬文庫 |
| 太子伝                          | 典籍   | 1483年（文明15年） | 養寿寺         |

## ギャラリー
- 毎年3月に開催される矢田のおかげん
- 鐘楼門
- 養寿寺の山門

## 交通手段
- 名鉄西尾線「西尾駅」下車→名鉄バス「下矢田」停留所下車→徒歩で約10分。